# Актон (Канберра)
Актон (англ. Acton) — район в округе Северная Канберра города Канберра, столицы Австралии.
Основан в 1928 году. Почтовый код 2601. Занимает территорию на западе от центра города. Ограничен горой Блэк-Маунтин с запада и озером Берли-Гриффин на юге. Основную часть территории района занимает кампус Австралийского национального университета. Также в районе расположен Национальный архив фото- и аудиодокументов, филиал Государственного объединения научных и прикладных исследований и Национальный музей Австралии.
Население Актона по данным переписи 2006 года составляет 1808 человек, в основном студенты, живущие в кампусе Австралийского национального университета. В округе насчитывается 24 частных домовладения.

## Этимология названия
Район унаследовал название одного из старых поселений региона Актон, находившегося недалеко от нынешнего Национального музея в конце улицы Лайверсайдж.

## История
С основанием федеральной столицы в 1911 году территория поселения Актон была отведена под временные лагеря для рабочих, а после их ликвидации — для размещения сотрудников, руководивших строительством федеральной столицы. На первоначальном этапе исследования территории здесь размещался офис главного топографа. Казарма холостяков около Lennox Crossing, сейчас переименованная в Lennox House, стала первым гостевым домом в городе.
Линия улиц Liversidge Street и Lennox Crossing повторяет существовавшую до 1911 года дорогу к основному броду через реку Молонгло. На месте брода в 1911 году были сооружены дамба и мост, впоследствии затопленные озером Берли-Гриффин.